# Orlando Sain
Orlando Sain (Pola, 3 febbraio 1912 – Genova, 17 aprile 1995) è stato un calciatore e allenatore di calcio italiano, di ruolo portiere.
Soprannominato, negli anni passati a Genova, a tenaggia (la tenaglia), vanta 126 partite in Serie A più 14 partite del campionato di guerra.

## Carriera
Si forma calcisticamente nelle giovanili della sua città, il Grion Pola, con cui tuttavia non esordirà mai in prima squadra. Dopo essere stato a lungo cercato dal Taranto, nel 1931 si trasferisce al Campobasso, squadra che all'epoca presentava già altri istriani nelle sue file.
L'anno successivo va all'Aquila; con gli abruzzesi scala rapidamente le categorie del campionato italiano passando dalla Seconda Divisione regionale alla Serie B. Il 3 ottobre 1936, mentre si trova in viaggio con la squadra in direzione di Verona, rimane ferito nell'incidente ferroviario di Contigliano che costa la vita all'allenatore dei rossoblù Attilio Buratti. Dopo la tragedia, con la rosa decimata, l'Aquila retrocede in Serie C, categoria in cui Sain resta un anno prima di essere ingaggiato dall'Ambrosiana-Inter in Serie A.
Dopo alcune apparizioni con i nerazzurri, si sposta al Novara e l'anno seguente torna nuovamente all'Ambrosiana. Nel 1941 si trasferisce al Genova 1893 con cui gioca fino allo scoppio della seconda guerra mondiale. Torna al Genoa nel 1945 prima di chiudere la carriera nelle serie regionali emiliane.
Allenò il Derthona nella stagione 1954-1955.

## Palmarès

### Giocatore

#### Competizioni nazionali
- Coppa Italia: 1

Ambrosiana: 1938-1939
- Prima Divisione: 1

L'Aquila: 1933-1934